# Disfear
Disfear — шведская D-beat группа, образованная в 1989 году. Музыкальные альбомы группа записывала нерегулярно. После релиза Soul Scars в 1995 и Everyday Slaughter в 1997, группа не записывалась в студии вплоть до 2003 года, когда был выпущен 12-трековый альбом Misanthropic Generation, при участии вокалиста Томаса Линдберга таких групп как At the Gates и The Great Deceiver. Для записи следующего альбома Live the Storm группа активно сотрудничала с коллективом Converge.
30 марта 2011 года было объявлено, что басист Хэнк Фрайкман скончался от рака. Группа заявила: «С грустью сообщаем вам, что в пятницу, 25 марта 2011 года Хэнк Фрайкман скончался в своем доме после продолжительной борьбы с раком. Его будет сильно не хватать его семье и друзьям».

## Влияние
Томас Линдберг называл группы Ramones, AC/DC, Motörhead, Wipers, Dead Boys, The Stooges, Jerry's Kids, Articles of Faith, and Uniform Choice как те, что очень сильно повлияли на музыкальный стиль и активность творчества коллектива.

## Состав группы

### Участники
- Томас Линдберг — Вокал
- Бьёрн Питерсон — Гитара
- Маркус Андерссон — Барабаны
- Уффи Цидерлунд — Гитара

### Бывшие участники
- Жан Акселссон — Барабаны
- Джалло Лехто — Барабаны (1989—1995)
- Робин Виберг — Барабаны (1995—1998)
- Джеппе Лерджеруд — Вокал (1989—1998)
- Хэнк Фрайкман — Бас-гитара (1990—2011[2])

## Дискография
- Disfear (1992)
- A Brutal Sight of War (1993)
- Disfear/Uncurbed Split EP (1993)
- Soul Scars (1995)
- Everyday Slaughter (1997)
- In Defence of Our Future, Tribute to Discharge, contributing the song «Realities of War». (2001)
- Misanthropic Generation (2003)
- Powerload (2003; 7", Throne Records)
- Split w/ ZEKE (2004; 7", Relapse Records)
- Live the Storm (2008)
- Split with Doomriders (2008)